# 海南木犀榄
海南木犀榄（学名：Olea hainanensis），为木犀科木犀榄属下的一个植物种。其种加词“hainanensis”意为“海南的”。